# Backseat of Your Cadillac
„Backseat of Your Cadillac” – singel niemieckiej piosenkarki C.C. Catch wydany 10 października 1988 roku przez Hansa Records. Utwór został napisany przez Dietera Bohlena. Singel zapowiadał nadchodzący pod koniec roku piąty album artystki pt. Big Fun.

## Lista utworów

### Wydanie na 7"[1]
A. „Backseat Of Your Cadillac” – 3:20
B. „Backseat Of Your Cadillac (Instrumental Mix)” – 3:15

### Wydanie na 12"[2]
A. „Back Seat Of Your Cadillac” – 5:20
B1. „Back Seat Of Your Cadillac (Radio Mix)” – 3:20
B2. „Back Seat Of Your Cadillac (Instrumental Mix)” – 3:15
- Wersja (Radio Mix) to wersja z wydania na 7".

### Wydanie na CD[3]
1. „Backseat Of Your Cadillac” – 5:20
2. „Backseat Of Your Cadillac (Instrumental Mix)” – 3:15
3. „House Of Mystic Lights (Long Version Dance Mix)” – 4:08
4. „Backseat Of Your Cadillac (Radio Mix)” – 3:20
- Nagranie „House Of Mystic Lights (Long Version Dance Mix)” pochodzi z albumu kompilacyjnego Diamonds – Her Greatest Hits.
- Wersja (Radio Mix) nagrania „Backseat Of Your Cadillac” to wersja z wydania na 7".

## Listy przebojów (1988–1989)
| Państwo                | Najwyższa pozycja |
| ---------------------- | ----------------- |
| Hiszpania (AFYVE)      | 6                 |
| Niemcy (Media Control) | 10                |

## Autorzy[6]
- Muzyka: Dieter Bohlen
- Autor tekstów: Dieter Bohlen
- Śpiew: C.C. Catch
- Producent: Dieter Bohlen
- Aranżacja: Dieter Bohlen
- Współproducent: Luis Rodríguez